# Guy de Fenoyl
Guy de Fenoyl est né à Lyon le 19 septembre 1668 et mort à Pau le 7 avril 1724

## Biographie
Guy de Fenoyl est le fils du comte Jean de Fenoyl-Turey (Sénéchal de la ville de Lyon, auteur de livres de philosophie et d'un traité de Géologie, Anatomie du Monde sublunaire) et de Barbe-Charlotte de Migieu.
Après avoir servi comme conseiller au Grand Conseil (1695) puis comme Maître des Requêtes (1702-1710), où il succède à Michel Le Peletier des Fors, il est remarqué pour son dévouement. Le roi lui confie alors la charge de Premier Président du Parlement de Navarre, qu'il occupe de novembre 1710 à 1724. Il décède à Paris  le 7 avril 1724 dans son hôtel de la rue de Tournon, âgé de 55 ans. Il est inhumé dans l'église Saint Sulpice. Il laisse pour tout héritage de grandes dettes et des lettres patentes érigeant à la dignité de marquisat les terres de Fenoyl. Mort sans enfants, c’est Laurent de Gayardon, son neveu, qui les fera enregistrer en sa faveur en 1725.

## Armoiries
D'azur au taureau furieux d'or, un chevron de gueules brochant sur le tout